# ویل لی
ویل لی (انگلیسی: Will Lee؛ ۶ اوت ۱۹۰۸ – ۷ دسامبر ۱۹۸۲) یک هنرپیشه اهل ایالات متحده آمریکا بود.
از فیلم‌ها یا برنامه‌های تلویزیونی که وی در آن نقش داشته است می‌توان به فراری کوچولو اشاره کرد.